# Arteră profundă a brațului
Artera profundă a brațului (cunoscută și sub numele de arteria profunda brahii și artera brahială profundă) este un vas mare care ia naștere din partea laterală și posterioară a arterei brahiale, chiar sub marginea inferioară a mușchiului rotund mare.

## Anatomie
Urmează îndeaproape nervul radial, având traseul la început înapoi între capetele lungi și mediale  ale mușchiului triceps brahial, apoi de-a lungul canelurii nervului radial (șanțului bicipital lateral), unde este acoperit de capul lateral al tricepsului brahial, în partea laterală a brațului; acolo străpunge septul intermuscular lateral și, coborând între mușchiul brahioradial și mușchiul brahial până în fața epicondilului lateral al humerusului, se termină prin anastomozare cu artera recurentă radială.

### Ramuri și anastomoze
Oferă ramuri mușchiului deltoid (care, totuși, este furnizat în principal de artera humerală circumflexă posterioară ) și mușchilor între care se află; furnizează ocazional o arteră nutritivă care pătrunde în humerus în spatele tuberozității deltoide.
O ramură urcă între capetele lungi și laterale ale mușchiului triceps brahial până la anastomoză cu artera circumflexă humerală posterioară; artera colaterală medială, o ramură, coboară în capul mijlociu al tricepsului brahial și ajută la formarea anastomozei deasupra olecranului ulnei; și, în cele din urmă, o arteră colaterală radială coboară în spatele septului intermuscular lateral în spatele epicondilului lateral al humerusului, unde se anastomozează cu arterele colaterale recurente interosoase și ulnare inferioare.

## Imagini suplimentare

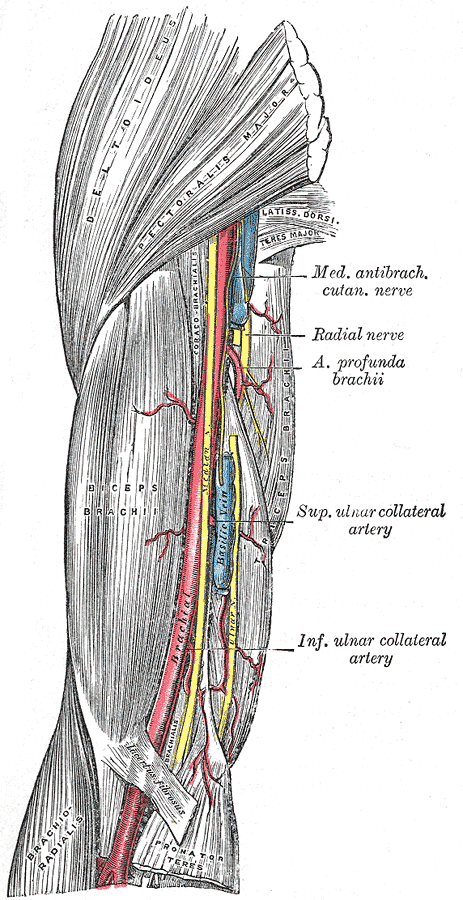
Artera brahială.
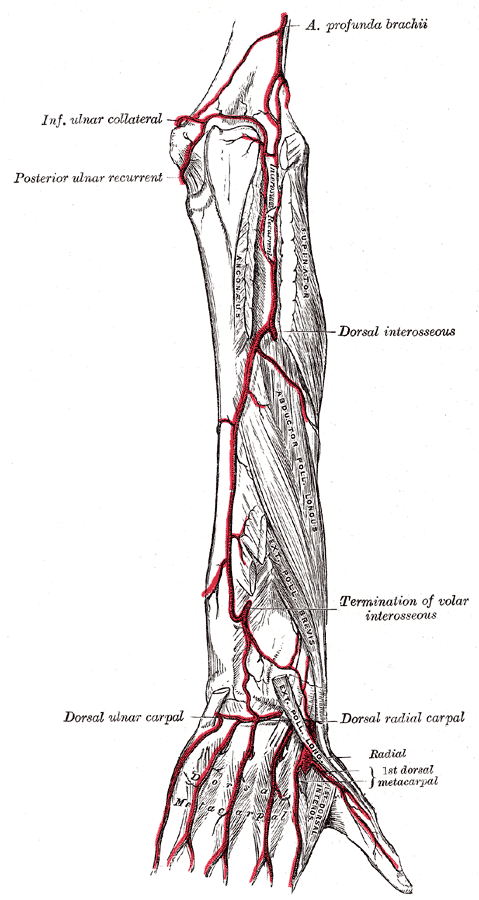
Arterele din spatele antebrațului și ale mâinii.
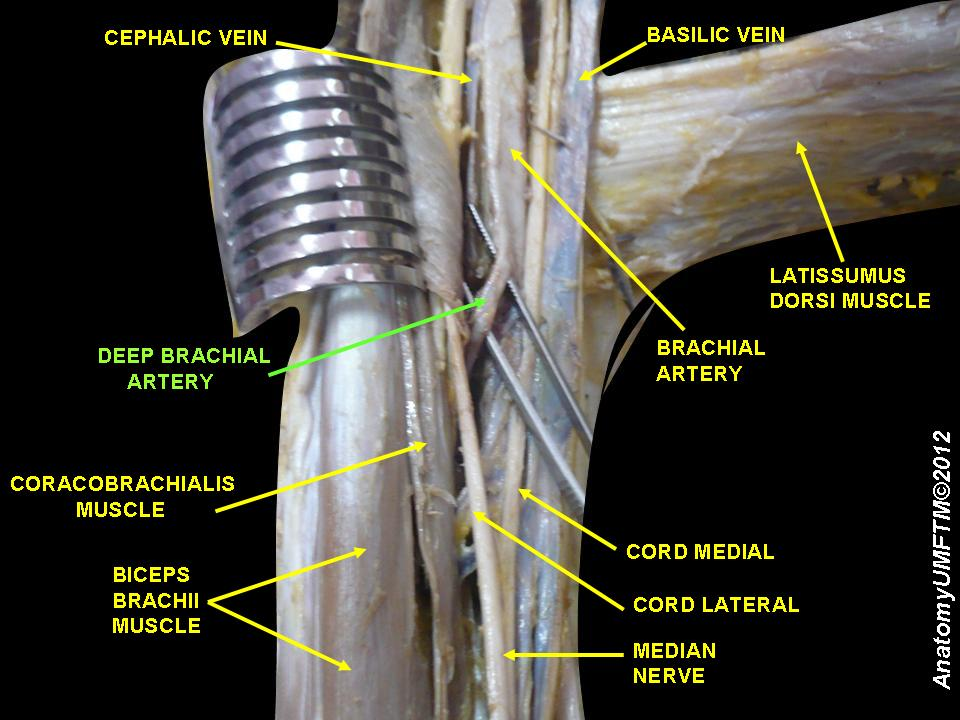
Artera brahială profundă
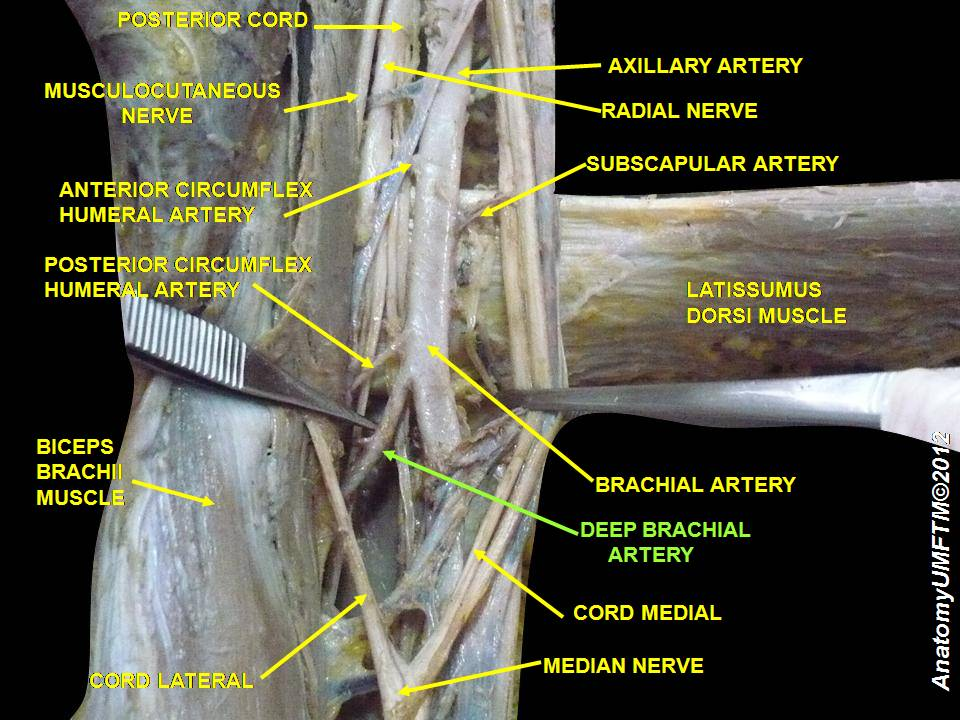
Artera brahială profundă